# Jürgen Heinrich
Jürgen Bruno Heinrich (* 20. August 1945 in Groß Godems) ist ein deutscher Schauspieler, Synchronsprecher und Regisseur.

## Leben
Heinrichs Vater war nach dem Zweiten Weltkrieg verschollen und er wuchs daraufhin als Halbwaise bei seiner Mutter, der Politikerin Emma Heinrich, auf. Nach einer Ausbildung als Stahlschiffbauer absolvierte Heinrich ab 1965 ein Schauspielstudium an der Theaterhochschule Leipzig. Schon im zweiten Studienjahr wurde er für die DEFA-Produktion Abschied von Egon Günther engagiert. Danach war Heinrich in zahlreichen Film- und Fernsehproduktionen in der DDR zu sehen.
Im Jahr 1982 trat Heinrich aus Protest gegen den Einmarsch der sowjetischen Truppen in Afghanistan aus der SED aus, die ihrerseits veranlasste, dass Heinrich mit einem Berufsverbot belegt wurde. Drei Jahre hielt er sich daraufhin mit Gelegenheitsjobs als Taxifahrer und Schneider über Wasser. 1985 musste er aus der DDR nach West-Berlin ausreisen, wo ihn das Schillertheater für zweieinhalb Jahre engagierte. Er hatte einen Auftritt in Der Himmel über Berlin (1987) und in Ein Richter für Berlin (1988). Heinrich erhielt in dieser Zeit Gastrollen in Fernsehserien wie Tatort, Der Alte und Praxis Bülowbogen.
Im Jahr 1992 bot ihm Sat.1 die Hauptrolle in der Krimiserie Wolffs Revier an, wo er den Kriminalhauptkommissar Andreas Wolff verkörperte und in der Folge Tag der Abrechnung auch erstmals Regie führte. 1993 wurde er für die Serie zusammen mit Karl Heinz Willschrei, Klaus Pönitz und Gerd Wameling mit dem Adolf-Grimme-Preis mit Bronze ausgezeichnet. Die letzte Folge mit dem Titel Angst wurde am 24. Mai 2006 ausgestrahlt und endete mit dem (vermeintlichen) Tod des Protagonisten. Laut Aussage von Jürgen Heinrich in der Sendung Johannes B. Kerner wurde das gesamte Team von der Absetzung der Serie überrascht. Grund für das Ende seien nicht die absoluten, sondern die in der werberelevanten Zielgruppe erreichten Einschaltquoten gewesen. 2011 wurde die Serie noch einmal reaktiviert. Dabei wurde der angebliche Tod von Andreas Wolff so dargestellt, dass er nur ins Koma gefallen sei. Jedoch blieb es nur bei einem Film in Länge von 90 Minuten. Wieder war die Einschaltquote der werberelevanten Zielgruppe der Grund, warum keine weiteren Folgen bzw. Filme bestellt wurden.
Nebenbei arbeitet Jürgen Heinrich als Synchronsprecher. So synchronisierte er Fred Dryer in der Titelrolle der langlebigen US-Krimi-Serie Hunter, James Belushi in Palermo vergessen, William Hurt in A. I. – Künstliche Intelligenz, Samuel L. Jackson in Deep Blue Sea oder James Cromwell in Spirit – Der wilde Mustang. Auch leiht er der Rolle des Friedrich Wagner in der Hörspiel-Soap … und nebenbei Liebe seine Stimme.
Jürgen Heinrich ist seit Mitte der 1970er-Jahre verheiratet und hat mit seiner Frau einen Sohn, Fabian Heinrich, und eine Tochter, Katja Heinrich, die beide ebenfalls als Schauspieler tätig sind. Er lebt in Berlin. Neben seiner Muttersprache Deutsch spricht er auch Englisch, Russisch und Spanisch.

## Filmografie (Auswahl)
- 1968: Abschied
- 1971: Kennen Sie Urban?
- 1974: Leben mit Uwe
- 1974: Zum Beispiel Josef
- 1976: Hostess
- 1977: Der kleine Zauberer und die große Fünf
- 1977: Du und icke und Berlin
- 1977: Feuer unter Deck
- 1977: Das unsichtbare Visier (Miniserie)
- 1978: Hiev up
- 1978: Sabine Wulff
- 1979: Polizeiruf 110: Die letzte Fahrt (TV-Reihe)
- 1979: Marta, Marta
- 1979: Der Staatsanwalt hat das Wort – Geschenkt ist geschenkt
- 1980: Glück und Glas
- 1980: Der Staatsanwalt hat das Wort – Tote Stunden
- 1980: Polizeiruf 110: Die Entdeckung
- 1981: Trompeten-Anton
- 1981: Polizeiruf 110: Trüffeljagd
- 1982: Generalprobe
- 1982: Polizeiruf 110: Petra
- 1982: Der Staatsanwalt hat das Wort – Hoffnung für Anna
- 1983: Märkische Chronik
- 1983: Der Scout
- 1986: Tatort: Tödliche Blende (TV-Reihe)
- 1987: Einzug ins Paradies (Miniserie)
- 1987: Drei Damen vom Grill (Folge 86: Panikmache)
- 1987: Praxis Bülowbogen (Fernsehserie, 2 Folgen)
- 1987: Der Himmel über Berlin
- 1988: Tatort: Moltke
- 1988: Ein Richter für Berlin
- 1988–1990: Derrick (Fernsehserie, 2 Folgen, verschiedene Rollen)
- 1988–2007: Der Alte (Fernsehserie, 9 Folgen, verschiedene Rollen)
- 1989: Tatort: Alles Theater
- 1991: Rückkehr ins Leben
- 1991: Anwalt Abel (Fernsehserie, 1 Folge)
- 1992: Die Männer vom K3 – Ein langes Wochenende
- 1992–1994: Unsere Hagenbecks (Fernsehserie, 15 Folgen)
- 1992–2006: Wolffs Revier (Fernsehserie, 173 Folgen)
- 1993: Das Haus im Ginster
- 1995: Das Schwein – Eine deutsche Karriere
- 1996: Schwurgericht (Fernsehserie, 1 Folge)
- 1999: Das Traumschiff – Tahiti
- 1999–2005: Siska (Fernsehserie, 4 Folgen, verschiedene Rollen)
- 2000: Polizeiruf 110: Blutiges Eis
- 2000: Die Kommissarin (Fernsehserie, 1 Folge)
- 2000: Tatort: Einsatz in Leipzig
- 2006: Dresden
- 2007: Frühstück mit einer Unbekannten
- 2007: An die Grenze
- 2007: Das Vermächtnis der heiligen Lanze (La lance de la destinée, Miniserie)
- 2008–2018: SOKO Leipzig (Fernsehserie, 3 Folgen, verschiedene Rollen)
- 2008: Inga Lindström – Rasmus und Johanna
- 2009: Prinz und Bottel
- 2009: Ein Fall für Zwei (Fernsehserie, 1 Folge)
- 2009: Der Mann aus der Pfalz
- 2010: Masserberg
- 2010: Die Grenze
- 2010: Tod einer Schülerin
- 2010: Der Staatsanwalt – Lass die Toten ruhen
- 2010: Haltet die Welt an
- 2011: Inga Lindström – Sommer der Erinnerung
- 2011: Ein mörderisches Geschäft
- 2012: Wolff – Kampf im Revier
- 2012: Auf Herz und Nieren
- 2013: SOKO München (Fernsehserie, 1 Folge)
- 2014: Meine Mutter, meine Männer
- 2014: Alarm für Cobra 11 – Die Autobahnpolizei (Fernsehserie, 1 Folge)
- 2015: Tod auf der Insel
- 2015: Weissensee (Fernsehserie, 3. Staffel; 3 Folgen)
- 2016: Die Stadt und die Macht (Miniserie)
- 2017: Friesland – Krabbenkrieg
- 2017: Rosamunde Pilcher – Wenn Fische lächeln
- 2017 Die Spezialisten – Im Namen der Opfer (Fernsehserie, 1 Folge)
- 2018: Inga Lindström – Entscheidung für die Liebe
- 2018: Morden im Norden – Jäger und Sammler
- 2018: Bettys Diagnose – Schöne Bescherung
- 2018–2019: Weingut Wader (Fernsehreihe)
- 2020: Praxis mit Meerblick – Familienbande
- 2020: 9 Tage wach
- 2020: Takeover – Voll Vertauscht
- 2021: Blutige Anfänger (Fernsehserie, 1 Folge)
- 2022: Freundschaft auf den zweiten Blick
- 2022: Kleo
- 2022: Ein starkes Team: Schulzeit
- 2022: SOKO Köln (Folge: Der Pakt)
- 2023: Hotel Mondial – Am Abgrund, Zurück auf Los
- 2024: Kommissar Dupin – Bretonischer Ruhm
- 2025: Die Beste zum Schluss

## Synchronarbeiten (Auswahl)

### Filme
Matt Frewer
- 1987: Das vierte Protokoll … als Tom McWhirter
- 1989: Liebling, ich habe die Kinder geschrumpft … als Russell Thompson Sr.

Ed O’Neill
- 1990: Ford Fairlane – Rock ’n’ Roll Detective … als Lt. Amos
- 2004: Spartan … als Burch

James Belushi
- 1990: Palermo vergessen … als Carmine Bonavia
- 2000: Zurück zu Dir … als Joe Dayton

Philippe Caubère
- 1990: Das Schloss meiner Mutter … als Joseph Pagnol
- 1990: Der Ruhm meines Vaters … als Joseph Pagnol

Vondie Curtis-Hall
- 1992: Passion Fish … als Sugar LeDoux
- 1996: William Shakespeares Romeo + Julia … als Captain Prince

David Morse
- 1999: Verrückt in Alabama … als Dove Bullis
- 2001: Hearts in Atlantis … als Bobby Garfield (als Erwachsener)

Stephen Rea
- 1994: Prêt-à-Porter … als Milo O’Brannigan
- 1998: Still Crazy … als Tony Costello
- 1999: Das Mädchen und der Fotograf … als Connie Fitzpatrick
- 2009: Nothing Personal … als Martin

William Hurt
- 2001: A.I. – Künstliche Intelligenz … als Prof. Hobby, der Visionär
- 2005: The King … als David
- 2005: A History of Violence … als Richie Cusack
- 2009: Die Gräfin … als Georg Thurzo
- 2011: Moby Dick … als Captain Ahab

Tom Berenger
- 1986: Rache ist ein süßes Wort … als Jeff Stevens
- 1995: Das Tal der letzten Krieger … als Lewig Gates
- 1998: Schatten eines Zweifels … als Jack Campioni
- 2005: Into the West – In den Westen … als Col. J. Chivington
- 2006: Nightmares & Dreamscapes: Nach den Geschichten von Stephen King … als Richard Kinnell (1 Folge)
- 2007–2008: October Road … als Der Commander (19 Folgen)

Tchéky Karyo
- 1990: Nikita … als Bob
- 1995: Bad Boys – Harte Jungs … als Fouchet
- 1997: Dobermann … als Inspecteur Sauveur Cristini
- 1999: Wing Commander … als Cmmdre. James „Paladin“ Taggart
- 2003: The Core – Der innere Kern … als Dr. Serge Leveque
- 2005: Die drei Musketiere … als Kardinal de Richelieu

Weitere Synchronarbeiten
- 1982: Marco Polo … für Erkang Zhao als Nayan
- 1985: Spione wie wir … für Frank Oz als Prüfer
- 1985: Zombie 2 … für Jarlath Conroy als William McDermott
- 1986: Gnadenlos … für Charles S. Dutton als Sgt. Sandy
- 1986: Nothing in Common – Sie haben nichts gemeinsam … für John Kapelos als Roger
- 1986: Salvador … als Peter
- 1987: Barfly … für Frank Stallone als Eddie
- 1987: Wall Street … als Chuckie
- 1988: BAT-21 – Mitten im Feuer … für Danny Glover als Cpt. Bartholomew Clark
- 1988: Der Panther II – Eiskalt wie Feuer … als Luc
- 1988: Little Nikita … für Richard Jenkins als Richard Grant
- 1988: Stirb langsam … für Alexander B. Godunow als Karl
- 1989: Elvira – Herrscherin der Dunkelheit … für Jeff Conaway als Jeff
- 1989: Die Killer-Brigade … als Chicago police lieutenant
- 1989: Die Verdammten des Krieges … für Ving Rhames als Lt. Reilly
- 1990: Blaze of Glory – Flammender Ruhm … für Robert Knapper als Dep. Carlyle
- 1990: Das Rußland-Haus … für Daniel Wozniak als Alik Zapadny
- 1990: Der Pate III … für Joe Mantegna als Joey Zaza
- 1990: Henry & June … für Fred Ward als Henry Miller
- 1991: Das Schweigen der Lämmer … für Tracey Walter als Lamar
- 1991: JFK – Tatort Dallas … für Michael Rooker als Bill Broussard
- 1991: Haus der Vergessenen … für Everett McGill als Dad
- 1991: Highlander II – Die Rückkehr … für Michael Ironside als General Katana
- 1993: Sein Name ist Mad Dog … für Bill Murray als Frank Milo
- 1993: Was vom Tage übrig blieb … für Christopher Reeve als Jack Lewis
- 1994: Léon – Der Profi … als Maurizio
- 1995: Sinn und Sinnlichkeit … für Hugh Laurie als Mr. Palmer
- 1996: Davor und danach … für John Heard als Wendell Bye
- 1996: Happy Gilmore … für Christopher McDonald als Shooter McGavin
- 1998: Les Misérables … für Geoffrey Rush als Inspector Javert
- 1998: Sphere – Die Macht aus dem All … für Peter Coyote als Cpt. Harold C. Barnes
- 1999: Deep Blue Sea … für Samuel L. Jackson als Russell Franklin
- 1999: Ein Sommernachtstraum … für Roger Rees als Squenz
- 2002: Spirit – Der wilde Mustang … für James Cromwell als Colonel
- 2004: Alamo – Der Traum, das Schicksal, die Legende … für Billy Bob Thornton als Davy Crockett
- 2005: Caché … für Daniel Auteuil als Georges Laurent
- 2006: Robert Altman’s Last Radio Show … für Garrison Keillor als er selbst
- 2007: Liebesleben … für Rade Šerbedžija als Arie
- 2007: The Grand … für Dennis Farina als Deuce Fairbanks
- 2007: Verführung einer Fremden … für Gordon MacDonald als Senator Sachs
- 2010: Der Ghostwriter … als Hatherton-Werbesprecher
- 2010: Percy Jackson – Diebe im Olymp … für Steve Coogan als Hades
- 2015: Alles steht Kopf … für John Ratzenberger als Fritz
- 2021: Boss Level … für Mel Gibson als Colonel Clive Ventor
- 2023: Fast Charlie … für Pierce Brosnan als Charlie Swift

### Serien
- 1984–1987: Mike Hammer (Mickey Spillane’s Mike Hammer) … für Don Stroud als Cpt. Pat Chambers (45 Folgen)
- 1984–1991: Hunter … für Fred Dryer als Det. Sgt. Rick Hunter (152 Folgen)
- 1992: Gnadenlose Stadt … für Robert Duvall als Barney Sonners (eine Folge)
- 2010: Law & Order … für Sam Waterston als John James McCoy (3. Stimme, 17 Folgen)
- 2022: Bull für Peter Riegert als Dr. Cohen (eine Folge)

## Theater
- 1978: Alexander Wampilow: Letzten Sommer in Tschulimsk (Paschka) – Regie: Horst Schönemann (Deutsches Theater Berlin – Kammerspiele)

## Hörspiele
- 1981: Hans Siebe: Drei Bagnaresi (Schmieder) – Regie: Horst Liepach (Hörspiel – Rundfunk der DDR)
- 1982: Walentin Rasputin: Matjora (Petrucha) – Regie: Fritz Göhler (Hörspiel – Rundfunk der DDR)